# Сапожников Валентин Іванович
Валенти́н Іва́нович Сапо́жников (22 січня 1926, c. Бабинці, Погребищенський район, Вінницька область — 5 серпня 1996, Київ) — український дипломат, правознавець, доктор юридичних наук (1967), професор (1979).

## Життєпис
У 1949 році закінчив факультет міжнародних відносин Київського державного університету імені Тараса Шевченка, та аспірантуру сектору держава і право АН УРСР (1952).
У 1952—1957 рр. — перший секретар Міністерства закордонних справ Української РСР.
У 1957—1962 рр. — другий, а згодом перший секретар Постійного представництва СРСР при ООН в Нью-Йорку.
З 1962 року — вчений секретар сектора держави і права АН УРСР, з 1964 — старший науковий співробітник.
З 1966 року — спеціальний помічник директора департаменту з юридичних питань Секретаріату ООН.
З 1972 року — очолював кафедру історії та права країн Азії, Африки і Латинської Америки факультету міжнародних відносин Київського університету.
З 1978 року — завідувач відділу міжнародних науково-технічних відносин та охорони навколишнього середовища Інституту соціальних і економічних проблем зарубіжних країн АН УРСР.
У 1983—1987 рр. — старший науковий співробітник відділу міжнародних науково-технічних відносин та охорони навколишнього середовища Інституту соціальних і економічних проблем зарубіжних країн АН УРСР.
У 1953—1956 і 1965 роках — входив до складу делегації УРСР і СРСР на кілька сесіях Генеральна Асамблея ООН. Як представник УРСР і СРСР брав участь у роботі багатьох комітетів і комісій ООН, зокрема Комісії ООН з прав людини (Нью-Йорк, 1954; Женева, 1955; Нью-Йорк, 1959), Комісії ООН по суверенітету народів над їх природними багатствами і ресурсами (Нью-Йорк, 1959—1961) і ін.
Був радником делегації УРСР на 40-й Генеральній конференції МОП (Нью-Йорк, 1956), з розробки Конференції Статуту МАГАТЕ (Нью-Йорк, 1956) та ін.
Займався проблемами міжнародного морського права, права на самовизначення, правовими аспектами охорони природного середовища і т. д.

## Автор наукових праць
- Організація Об'єднаних Націй (1955),
- Міжнародно-правові проблеми суверенітету над природними багатствами (1966),
- Міжнародно-кодифікація правових принципів мирного співіснування (1966),
- Неоколоніалістичні проблеми міжнародного захисту концесій (1968),
- Правові проблеми націоналізації в країнах, які звільнилися від колоніальної залежності (1977)[1],
- Охорона морського середовища (правові та економічні аспекти) (1984, у співавт.),
- Середземне море: охорона середовища (правові та економічні аспекти) (1986, у співавт.) та інші.[2]